# Rudolf Klement
Rudolf Alois Klement, född 4 november 1908 i Hamburg i Kejsardömet Tyskland, död 13 juli 1938 i Paris, var en tysk kommunist, trotskist och författare. Han tillhörde Fjärde internationalen och vänsteroppositionen och var under en tid Trotskijs sekreterare.

## Biografi
Rudolf Klement föddes i Hamburg år 1908. Han var medlem i KPD, men han blev utesluten år 1932. Året därpå blev han Trotskijs sekreterare och översatte en del av dennes verk till tyska. År 1938 kom han att leda den trotskistiska rörelsen från Frankrike.
Klement företog undersökningar om de medlemmar i vänsteroppositionen, vilka hade mördats. Han riktade sitt sökarljus mot bland andra NKVD-agenterna Mark Zborowski och Ramón Mercader; den senare mördade Trotskij i Mexiko år 1940. Klement försvann den 12 juli 1938 och i slutet av nämnda månad bärgades hans dekapiterade kropp ur Seine vid Meulan-en-Yvelines. Enligt välinitierade källor mördades Klement av NKVD-agenter på order av Stalin. Tidigare hade de namnkunniga trotskisterna Erwin Wolf och Ignace Reiss samt Trotskijs son Leon Sedov mördats.